# Anirama marikovskii
Anirama marikovskii är en stekelart som först beskrevs av Mikhail Vasilievich Kozlov 1967.  Anirama marikovskii ingår i släktet Anirama och familjen gallmyggesteklar. Inga underarter finns listade i Catalogue of Life.